# La contessa di Keller
La contessa di Keller (o Ritratto della contessa di Keller) è un dipinto di Alexandre Cabanel, realizzato nel 1873 e oggi conservato nel Museo d'Orsay, a Parigi.

## Storia
L'opera rimase una proprietà della collezione dei marchesi Saint-Yves d'Alveydre fino al 1889, anno in cui i coniugi la cedettero, come donazione, allo Stato francese, affinché la destinasse al Museo del Louvre. Il ritratto rimase lì fino al 1981, anno in cui venne acquistata dal Museo d'Orsay ed iniziò a far parte della sua raccolta.
In Italia è stata esposta a Roma, nel 2015, ad una mostra su dei capolavori impressionisti provenienti proprio dal Musée d'Orsay: soltanto negli ultimi sette anni, il ritratto della contessa di Keller è stato esposto in ben sei mostre in giro per il mondo.

## Descrizione
Questo quadro rappresenta un ritratto della contessa Marie Hélène de Keller, nobildonna francese che nel 1877 sposò il marchese Alexandre Saint-Yves d'Alveydre, famoso medico nonché figura importante nell'esoterismo francese dell'epoca. L'opera tuttavia venne realizzata quattro anni prima del matrimonio tra i due, nel 1873.
La giovane contessa è qui rappresentata su sfondo nero, tipico dell'artista, che risalta bene l'incarnato chiaro, segno di nobiltà, della donna, nonché la sua veste di seta: la nobildonna è intenta a togliersi la pelliccia, mentre fissa con sguardo quasi seducente lo spettatore. Il bracciale d'oro che ha al polso, la pettinatura rifinita con un fermacapelli d'argento e adorna di piume, l'anello e gli orecchini di perla sono anch'essi segni dell'alta condizione della protagonista.